# 처숙
《처숙》은 1987년 1월 4일에 MBC TV에서 방영되었던 베스트셀러극장이다.

## 줄거리
주인공 '나'(이정길)는 부동산 업자에게 돈을 빌려주었다가 부동산 업자의 사업이 망하게 되면서 빌려준 돈을 받지 못하고 대신 그의 가게를 인수한다. '나'는 인수한 가게를 전통찻집으로 개조하여 개업하면서 전통차 연구가 행세를 하지만 얼마 지나지 않아 짧은 지식의 밑천이 드러나 망신을 당한다. 위기를 타개할 방법을 궁리하던 '나'는 우연히 '살아있는 차의 성인'으로 알려진 다로선생(오지명)의 소문을 듣고 그를 찾아가 도움을 요청하기로 결심하는데...

## 출연
- 이정길
- 오지명
- 고두심
- 임문수
- 남영진
- 김현직
- 차윤회
- 유명순
- 한규희
- 서권순
- 김영두
- 한창호
- 이경호
- 김순용
- 김화란
- 정혜정
- 김경미
- 김영임
- 최민경
- 윤철형
- 김지원
- 한송이
- 장선숙
- 최명성
- 이중현
- 강자영